# Закслер
Закслер (нім. Saxler) — громада в Німеччині, розташована в землі Рейнланд-Пфальц. Входить до складу району Вульканайфель. Складова частина об'єднання громад Даун.
Площа — 1,82 км2. Населення становить 64 ос. (станом на 31 грудня 2020).